# Portada/efemèride març 16
Henriette Nigrin, pintada pel seu marit Marià Fortuny i de Madrazo.
« 15 de març · 16 de març · 17 de març »